# Gibbon hoolock occidental
Hoolock hoolock
Espèce
Synonymes
- Simia golock Bechstein 1795, junior
- Hylobates hoolock (Harlan, 1834)
- Bunopithecus hoolock (Harlan, 1834)
- Bunopithecus hoolock hoolock (Harlan, 1834)
- Hylobates fuscus Winslow Lewis, 1834
- Hylobates choromandus Ogilby, 1837
- Hylobates scyritus Ogilby, 1840

Statut de conservation UICN

 EN A2acd+3cd+4acd : En danger
Le Gibbon hoolock occidental (Hoolock hoolock) est une espèce de primates asiatiques de la famille des hylobatidés. 
Les gibbons ont récemment connu d'importants changements taxinomiques et le houlock occidental, considéré comme une sous-espèce (Bunopithecus hoolock hoolock), a été élevé au rang d'espèce à part entière (Hoolock hoolock). Le nouveau genre Hoolock comprend ainsi deux membres :  Hoolock hoolock et Hoolock leuconedys (le Gibbon hoolock oriental), séparés dans leur répartition géographique par le fleuve Chindwin.

## Répartition

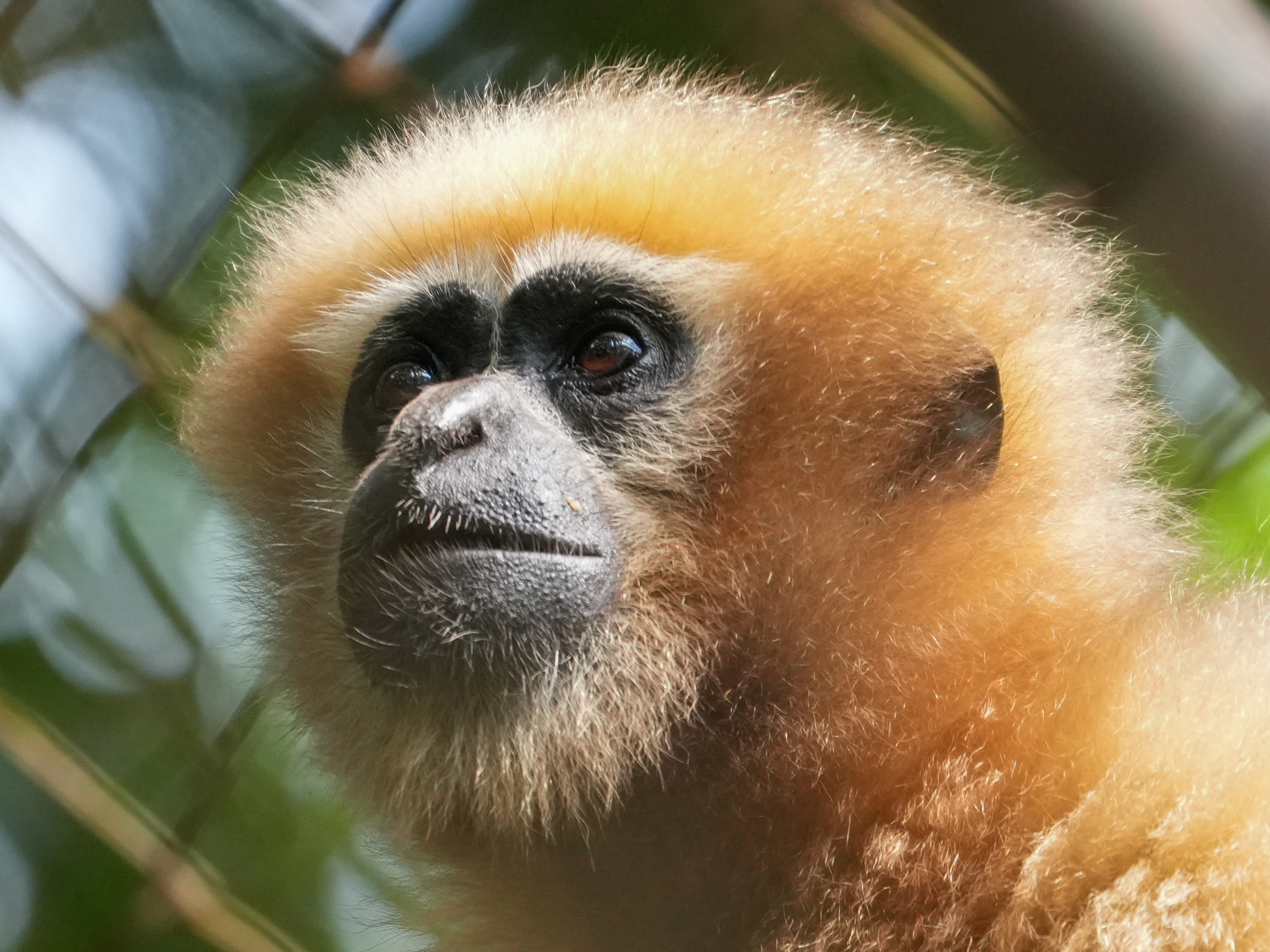
Femelle gibbon Hoolock

Cette espèce se rencontre en Birmanie, en Inde (Meghalaya, Assam, Tripura, Manipur, Arunachal Pradesh et Mizoram) et dans la province du Yunnan en Chine.

## Description
D’un point de vue biologique, le houlock occidental est un primate svelte, sans queue, aux bras très longs et aux jambes plus courtes. Sa taille varie sur une échelle allant de 45 à 65 cm et son poids de 5,5  à   9 kg. Les deux sexes sont de même taille. Leur pelage est dense, de couleurs différentes (brun pour les jeunes, noir de jais pour les mâles et blond pour les femelles) et à notre instar, la face est glabre. 
Le houlock occidental est monogame et territorial, il vit en famille d’environ 2 à 7 individus. La famille constitue un groupe permanent : les deux parents se déplacent en compagnie du jeune de l’année et d’un nombre variable de juvéniles. Le statut social dans le groupe familial est strictement lié à l’âge. Il se montre agressif aux frontières de son territoire qu’il défend par ses chants.

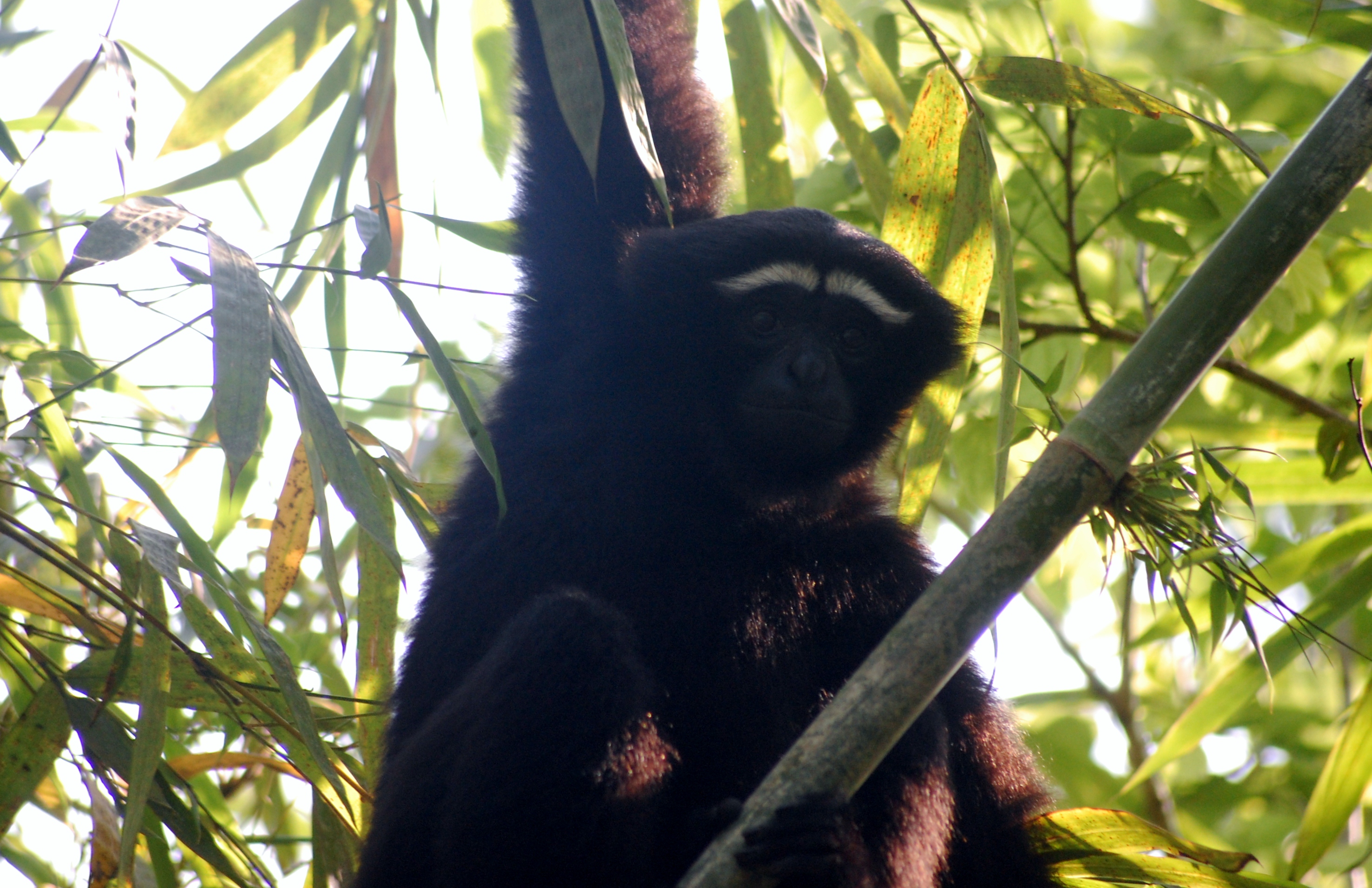
Gibbon Hoolock de l'Ouest mâle, programme Huro

Les chants constituent une forme d’appel à longue distance, surtout territorial. Ils débutent juste avant l’aube. Un groupe commence le premier, puis en implique un second. De véritables chœurs se constituent peu à peu qui sont tous composés de mâles seuls, de mâles et de femelles en duo ou de femelles seulement (contrairement à d'autres espèces de gibbons, chez lesquelles seules les femelles chantent). Il semble informer les autres gibbons du stade d’appariement de leur couple. Par ailleurs, les gibbons qui ont des voisins territoriaux chantent plus que ceux dont les territoires sont plus isolés. Neuf sons différents ont pu être décrits. Ils se font entendre à différents moments de la journée, comme de vrais chants que les gibbons semblent se complaire à perfectionner en rythme et en finesse. Ce sont des moyens de défense du territoire, leur rôle se situant, de toute façon, dans la coordination du groupe.
Il se nourrit principalement de fruits mûrs et complète son menu avec des feuilles, des fleurs, des bourgeons, de l’écorce, de jeunes racines, de petits mammifères, des insectes et des oiseaux. 
Arboricole, c’est dans la canopée que l’on a le plus de chance de l’apercevoir furtivement, car c’est là qu’il passe le plus clair de son temps. Toutefois, il lui arrive de descendre dans les étages intermédiaires.
Il partage son territoire avec les macaques et les langurs.
Il se reproduit dès l’âge de 7 ans, mais il ne connaît pas de saison de reproduction particulière.
Après une gestation de 7 mois (210 jours), la femelle met au monde un seul petit (avec une naissance tous les 2 à 4 ans).
Ce dernier sera sevré vers l’âge de 2 ans, mais il restera avec ses parents jusqu’à l’âge de 7 ans.
C’est à ce moment que le parent du même sexe le pousse à partir afin qu’il fonde sa propre famille. Sa longévité dans la nature est de 25 à 30 ans.
Les houlocks sont des primates diurne, aussi, le groupe passe la nuit dans les arbres, serrés les uns contre les autres. Contrairement au gorille et aux autres grands singes, il ne construit pas de nid.

## Taxonomie
La classification du gibbon Hoolock de l'Ouest a évolué avec les méthodes d'investigation. Cependant depuis 2005 son genre est le Hoolock hoolock dans lequel nous retrouvons également le Hoolock Leuconedys.

## Menaces et conservation
Le houlock occidental a été classé en 2006 et en 2008 dans la liste des 25 espèces de primates les plus menacées au monde et sa population est évaluée par l'IUCN  à quelque 5 000 individus seulement. Le programme HURO, établit dans l'État indien du Meghalaya, est aujourd'hui le seul projet à travailler in situ pour sa conservation via un projet de renforcement des populations sauvages et un centre de recueil.

### Hoolock hoolock
- (en) Fonds documentaire ARKive : Hoolock hoolock  (consulté le 6 septembre 2017)
- (en) BioLib : Hoolock hoolock  (Harlan, 1834) (consulté le 6 septembre 2017)
- (en) Catalogue of Life : Hoolock hoolock (Harlan, 1834) (consulté le 15 décembre 2020)
- (fr + en) ITIS : Hoolock hoolock  (Harlan, 1834) (consulté le 6 septembre 2017)
- (en) NCBI : Hoolock hoolock (taxons inclus) (consulté le 6 septembre 2017)
- (en) UICN : espèce Hoolock hoolock  (Harlan, 1834) (consulté le 6 septembre 2017)

- (en) Paleobiology Database : Hoolock hoolock (Harlan 1834) (consulté le 2 juin 2014)

### Bunopithecus hoolock hoolock
- (en) Mammal Species of the World (3e  éd., 2005) : Bunopithecus hoolock hoolock Harlan, 1834 (consulté le 2 juin 2014)